# Mycar

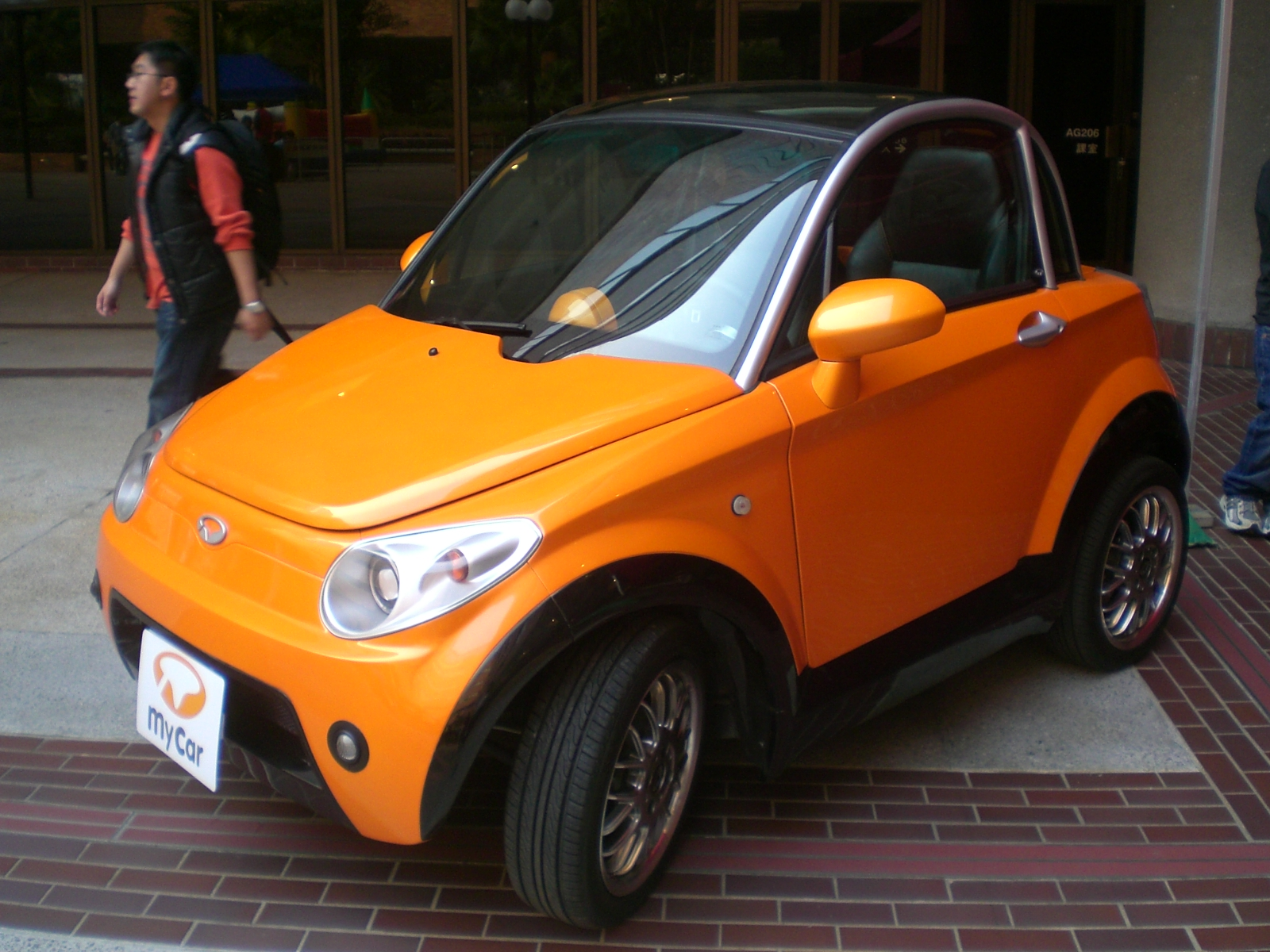
Exponat MyCar 2008

Mycar este un vehicul electric produs inițial de către EuAuto în Hong Kong. Compania a avut facilități industriale în Dongguan, China. În prezent este vândută în Hong Kong, Anglia, Franța și Austria. Mașinile Mycar sunt clasificate ca fiind NEV (n.trad denumire pentru vehiculele cu baterii) în Statele Unite datorită vitezei maxime scăzute a acesteia.

## Istorie
Mașina a fost concepută de către Giorgetto Giugiaro de la Itadesign în 2003. Sistemul de propulsie a fost construit în cooperare cu Universitatea politehnica din Hong Kong. Conceptul a fost dezvoltat de EU Auto, mașina fiind lansată de NICE Car Company în 2008.
În 2010, GreenTech Automotive a cumpărat EuAuto Technology și a anunțat planul lor de a fabrica și comercializa vehicule în Statele Unite.
Primele vehicule fabricate de Mycar în Statele Unite, care de asemenea s-au presupus a fi exportate în Danemarca, au fost așteptate sa vină de pe banda de asamblare în Horn Lake, Mississippi pe 4 iulie 2011.

## Specificații
Performanță: 
Panta maximă: Mai mult de 20% la greutatea totală a vehiculului.
Consum (aprox): 122,5 Watt/km
Greutate și dimensiuni
Corp și finisaj: Panouri caroserie Fier armat și fibră de sticlă
Direcție: Volan reglabil
Cercul de întoarcere: 3,75 m
Număr de locuri: 2
Capacitate portbagaj: 86 litri
Greutate: 710 kg (fără șofer, cu baterii)
Încărcătura maximă sigură: 200 kg
Greutatea totală a mașinii pline: 910 kg
Lungime: 2653 mm 
Lățime: 1396 mm 
Înălțime: 1.446 mm 
Baza roata: 1,691 mm 
Track: fata: 1173 mm - spate: 1.227 
Garda la sol: 120 mm
Baterie
Sursă de curent: 190-225 Volți, 16 Amperi
Putere de încărcare: 2100 Watt
Timp de încărcare: 8-10 ore (încărcare rapida 3 ore)
Încărcător: 48 Volți